# Туриуба
Туриуба (порт. Turiúba) — муниципалитет в Бразилии, входит в штат Сан-Паулу. Составная часть мезорегиона Арасатуба. Входит в экономико-статистический микрорегион Биригуи. Население составляет 1754 человека на 2006 год. Занимает площадь 153,085 км². Плотность населения — 11,5 чел./км².

## История
Город основан в 1959 году.

## Статистика
- Валовой внутренний продукт на 2003 составляет 19 009 735,00 реалов (данные: Бразильский институт географии и статистики).
- Валовой внутренний продукт на душу населения на 2003 составляет 10 450,65 реала (данные: Бразильский институт географии и статистики).
- Индекс развития человеческого потенциала на 2000 составляет 0,800 (данные: Программа развития ООН).